# Petrorossia carmelica
Petrorossia carmelica är en tvåvingeart som beskrevs av Zaitzev 1999. Petrorossia carmelica ingår i släktet Petrorossia och familjen svävflugor.
Artens utbredningsområde är Israel. Inga underarter finns listade i Catalogue of Life.